# Tzipi Livni

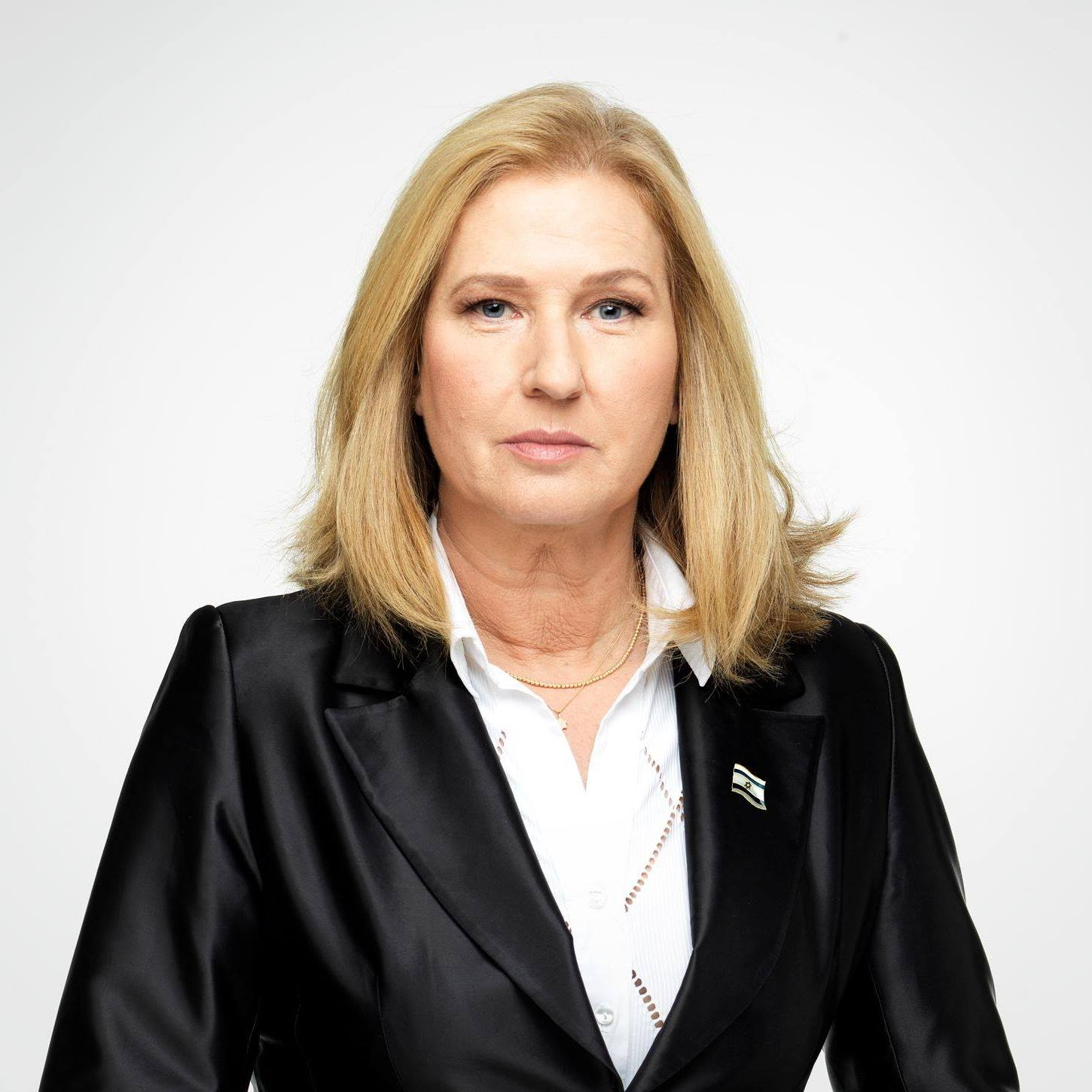
Tzipi Livni, 2018

Tzipora „Tzipi“ Malka Livni (hebräisch צפורה (ציפי) לבני; * 8. Juli 1958 in Tel Aviv; der Vorname wird gelegentlich auch Zipi, der Nachname manchmal Liwni geschrieben) ist eine israelische Politikerin. Von 1980 bis 1984 arbeitete sie beim israelischen Geheimdienst Mossad. Sie war die Israelin mit den meisten Regierungsämtern und war an acht Regierungen mit drei Premierministern beteiligt: Ariel Scharon, Ehud Olmert und Benjamin Netanjahu. Zu ihren Regierungsämtern zählten unter anderem die der Justizministerin, der Wohnungsbauministerin, der Landwirtschaftsministerin, der Außenministerin und der stellvertretenden Premierministerin. Sie war auch die offizielle Oppositionsführerin. Livni war Außenministerin während des Zweiten Libanonkriegs und während der israelischen Operation zur Zerstörung des syrischen Atomreaktors Al-Kibar-Reaktor.

## Leben und politische Laufbahn
Livni ist die Tochter von Eitan Livni, einem in Grodno (Polen, heute Belarus) geborenen führenden Mitglied der Untergrundorganisation Irgun Tzwai Le’umi (Etzel), der selbst Abgeordneter der Likud-Partei war, und Sara Livni, geb. Rosenberg, ebenfalls einer Etzel-Kämpferin. Tzipi Livni diente als Leutnant in den israelischen Streitkräften. Livni hat die Juristische Fakultät der Bar-Ilan-Universität absolviert und mehrjährige Berufserfahrung als auf öffentliches Recht und Handelsrecht spezialisierte Rechtsanwältin.

### Mitarbeit im Mossad und erste Regierungsämter
Am 29. Juli 2008 sagte Livni dem israelischen Militärrundfunk: „Ich habe vier Jahre lang beim Mossad gearbeitet. Ich habe auch Weiterbildungsseminare besucht und war auf Auslandsmissionen.“ Nach ihrer Heirat hat sie den Dienst quittiert, weil sie laut eigener Aussage „nicht mehr dieses Leben“ habe führen wollen. Details über ihre Missionen wollte Livni nicht preisgeben. Medien hatten bereits über ihre Zeit beim Mossad berichtet.
Seitdem sie im Jahr 2000 als Likud-Mitglied in die Knesset gewählt worden war, hatte sie verschiedene Regierungsämter inne. So war sie Ministerin für regionale Zusammenarbeit, Landwirtschaftsministerin und Ministerin für Einwanderungsfragen. Sie wird sowohl von rechten als auch von linken Israelis geschätzt und erhielt die „Quality of Governance“-Auszeichnung für das Jahr 2004.
Am 10. Januar 2005 wurde sie zur Justizministerin ernannt. Livni unterstützte 2004 die Räumung der jüdischen Siedlungen im Gazastreifen und galt als eines der zentralen Mitglieder der „Taubenfraktion“ innerhalb der Likudpartei. Oft trat sie als Vermittlerin zwischen den „Tauben“ und „Falken“ in der Partei auf und erlangte Bekanntheit durch ihre erfolgreichen Bemühungen, eine Mehrheit für den Rückzug aus Gaza zu organisieren. Am 12. November 2005 war sie das erste Mitglied der israelischen Rechten, das bei den offiziellen Gedenkfeiern anlässlich der Ermordung Jitzchak Rabins sprach. Am 20. November 2005 folgte Livni dem aus dem Likud ausgetretenen Ariel Scharon und trat dessen neuer Partei Kadima bei.

### Außenministerin

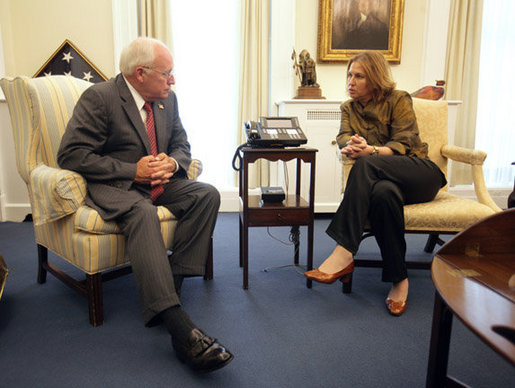
Tzipi Livni im Gespräch mit US-Verteidigungsminister Dick Cheney, 2006

Als Außenminister Silvan Schalom im Januar 2006 zurücktrat, wurde Livni am 18. Januar 2006 als zweite Frau nach Golda Meir zur Außenministerin ernannt. Gleichzeitig behielt sie ihre Posten als Justizministerin und als Ministerin für Einwanderung und Integration. Als sich der Gesundheitszustand von Ariel Scharon verschlechterte, wurde spekuliert, ob Livni seine Nachfolge an der Spitze der Kadima antrete, von anderen aber bezweifelt, ob sie die dafür ausreichende Erfahrung habe. Allerdings erklärte sie schnell ihre Unterstützung für Ehud Olmert als Parteichef der Kadima und als amtierenden Premierminister. Bei den vorzeitigen Wahlen zur Knesset am 28. März stand Livni auf Platz 3 der Kadima-Wahlliste und hatte somit einen Sitz im Parlament sicher.
Livni war das erste Kabinettsmitglied, das Attacken palästinensischer Aktivisten auf israelische Soldaten von Terroranschlägen auf Zivilisten differenzierte. In einem Interview für das amerikanische Fernsehen sagte sie am 28. März 2006 in der Sendung Nightline:

„Jemand, der gegen israelische Soldaten kämpft, ist ein Feind, und wir werden uns wehren, aber ich glaube, dass das nicht unter die Definition des Terrorismus fällt, wenn das Ziel ein Soldat ist.“

Livni wurde am 4. Mai 2006 bei der Amtseinführung des 31. israelischen Kabinetts erneut als Außenministerin vereidigt, wurde gleichzeitig stellvertretende Premierministerin und gab alle weiteren Ministerien ab. Das Amt des Justizministers ging zunächst an Chaim Ramon, doch bereits am 29. November 2006 übernahm sie erneut das Justizministerium (von Ehud Olmert) und amtierte bis zur Vereidigung Daniel Friedmanns am 7. Februar 2007. Als Außenministerin wurde sie am 31. März 2009 abgelöst.
Im Februar 2006 sagte Livni bei einer Konferenz in Österreich in Hinblick auf den Stopp des vertraglich festgelegten Transfers von Zolleinnahmen und Steuergeldern an die palästinensische Autonomiebehörde bzw. die Hamas: „Wenn sie unsere Existenz nicht akzeptieren, können sie auch nicht unsere Schecks akzeptieren.“
Sie begrüßte die UN-Resolution 1701 als „gut für Israel“.

### Kritikerin von Premierminister Olmert

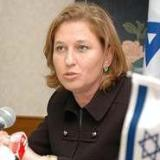
Tzipi Livni, 2008

Als Ende April/Anfang Mai 2007 die von der israelischen Regierung einberufene Winograd-Kommission in ihrem Abschlussbericht Ministerpräsident Olmert „schwerwiegendes Versagen“ im Libanonkrieg 2006 vorwarf, da er die Truppen ohne ausreichende Vorbereitung und die Erwägung anderer Alternativen in den Krieg geschickt habe, stellte sich die Außenministerin Livni als populärste und einflussreichste Kritikerin aus den Reihen der Kadima demonstrativ gegen die Politik Olmerts. Dabei betonte sie, dass es ihr rein um die Sachfrage gehe.
Im April 2008 sagte Livni, dass Israel bei Gesprächen zum Nahostkonflikt niemals seine „Roten Linien“ überschreiten werde. Am 17. September 2008 wurde sie bei einer Urabstimmung als Nachfolgerin Olmerts zur Parteivorsitzenden der Kadima gewählt. Mit 43,1 Prozent der abgegebenen Stimmen setzte sie sich nur knapp gegen den als Hardliner geltenden Verkehrsminister Schaul Mofas durch, obwohl Meinungsumfragen ihr einen zehnprozentigen Vorsprung prognostiziert hatten.
Nach dem Rücktritt Olmerts am 22. September 2008 beauftragte Staatspräsident Schimon Peres Livni mit der Regierungsbildung. Am 13. Oktober 2008 erreichte sie einen ersten Erfolg mit der Einigung auf einen Koalitionsvertrag mit der Arbeitspartei Awoda. Zur Fortsetzung der Koalition musste Livni aber Zugeständnisse an Verteidigungsminister Ehud Barak machen; so wurde dem Awoda-Vorsitzenden beispielsweise ein Mitspracherecht bei den Friedensgesprächen mit Syrien eingeräumt. Zur Sicherung der Parlamentsmehrheit hätte Livni aber neben der Awoda die Unterstützung kleinerer Parteien benötigt.

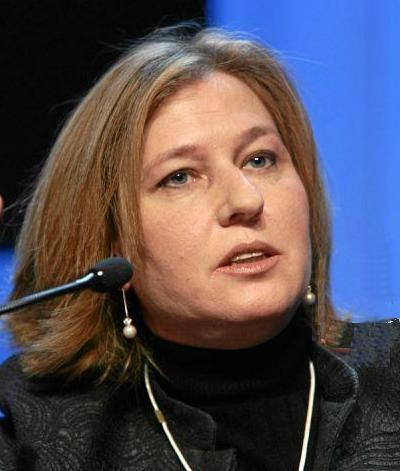
Tzipi Livni, 2009

Am 26. Oktober erklärte sie die Regierungsbildung für gescheitert, woraufhin von Peres Neuwahlen ausgerufen wurden, die am 10. Februar 2009 stattfanden. Bei den Neuwahlen trat sie als Spitzenkandidatin der Kadima an. Zwar wurde die Kadima mit 28 von 120 Sitzen stärkste Kraft vor dem Likud. Jedoch gelang es dessen Spitzenkandidat Benjamin Netanjahu eine Regierung zu bilden, so dass die Kadima in die Opposition gehen musste. Livni blieb vorerst Oppositionsführerin, unterlag aber im März 2012 bei der Neuwahl des Parteivorsitzenden ihrem Herausforderer Schaul Mofas.

### Vorwürfe von Kriegsverbrechen und Verbrechen gegen die Menschlichkeit
Als ehemaliges Mitglied des Kriegskabinetts während der Operation Gegossenes Blei 2008–2009 im belagerten Gazastreifen erging gegen sie ein Haftbefehl eines britischen Gerichts aufgrund einer Klage von Opfern aus dem Gazastreifen wegen mutmaßlicher Kriegsverbrechen. Einen Besuch in London sagte sie damals ab, um sich nicht verantworten zu müssen. Der Haftbefehl wurde dann zurückgezogen. Dies führte zu Verstimmungen zwischen London und Jerusalem. Als sich Livni Mitte 2016 in London aufhielt, lud Scotland Yard sie deshalb zu einem Gespräch vor, was Proteste aus Israel hervorrief.
Ebenso sagte sie 2017 einen Besuch in Brüssel ab, nachdem sie erfahren hatte, dass die belgische Staatsanwaltschaft sie wegen des Vorwurfs von Kriegsverbrechen im Zusammenhang mit der israelischen Aggression 2008–2009 befragen wollte. Während der Operation Gegossenes Blei unternahm Livni Anstrengungen, den Angriff Israels auf die Zivilbevölkerung des Gazastreifens zu vertuschen, der zum Tod von 1.400 Palästinensern, meist Zivilisten, führte. Die Untersuchungskommission der Vereinten Nationen zum Gaza-Konflikt kam 2009 zu dem Schluss, dass es sich bei der Operation um einen „vorsätzlich unverhältnismäßigen Angriff handelte, dessen Ziel darin bestand, die Zivilbevölkerung zu bestrafen, zu demütigen und zu terrorisieren, ihre lokale wirtschaftliche Fähigkeit, zu arbeiten und sich selbst zu versorgen, radikal zu schwächen und ihr ein immer stärkeres Gefühl der Abhängigkeit und Verletzlichkeit aufzuerlegen.“

### Rückkehr in die Politik
Im November 2012 rief Livni zur Gründung der Mitte-links-Partei Ha-Tnu’a (dt. Die Bewegung) auf, mit der sie zur Knessetwahl 2013 antrat. Hatnua erreichte 4,99 % und sechs Sitze. Seit März 2013 gehörte sie der Regierung unter der Führung von Benjamin Netanjahu als Justizministerin an. Nach einer Regierungskrise wurde sie am 2. Dezember 2014 durch Premierminister Netanjahu ihres Amtes enthoben, der ihr vorwarf, die Regierung öffentlich zu kritisieren. Daraufhin schloss Livni ihre Partei Ha-Tnu’a Mitte Dezember 2014 mit der Arbeitspartei Awoda zur gemeinsamen Wahlliste Zionistische Union zusammen, die in Umfragen zwischenzeitlich etwa gleichauf mit dem rechtsnationalen Lager von Netanjahus Likud lag. Das Ziel der Regierungsübernahme bei der vorgezogenen Neuwahl im März 2015 gelang nicht. Livni, die auf dem zweiten Listenplatz der Union stand, sollte nach zwei Jahren des Awoda-Vorsitzenden Jitzchak Herzog im Amt des Premierministers mit diesem rotieren (israelisches Modell).

### Rückzug aus der Politik
Am 18. Februar 2019 erklärte Livni, sich aus der Politik zurückziehen zu wollen. Als Begründung gab sie das schlechte Abschneiden ihrer Partei Ha-Tnu’a in den Vorwahlumfragen zur Knesset-Wahl 2019 an. Livni warnte vor dem Ende der Demokratie in Israel, sollte Premierminister Netanjahu seine bisherige Politik fortführen können.
Livni äußerte sich im Mai 2024 zum Gazakrieg seit Oktober 2023 bei Deutschlandfunk. Dabei forderte sie, die Hamas auszuschalten und sie durch ein nicht-terroristisches Regime zu ersetzen. Sie bemängelt, dass die Regierung unter Netanjahu sich nur auf die Zerschlagung der Hamas konzentrierte ohne einen Plan für Zeit nach dem Krieg. Sie hielt weiterhin fest an einer Zweistaatenlösung.
Während des 10. Globalen Forums der Allianz der Zivilisationen der Vereinten Nationen (UNAOC) im November 2024 in der portugiesischen Stadt Cascais wurde Livni vom Veranstaltungsort verwiesen, da eine Reihe Länder und Delegationen, gegen die Teilnahme Israels protestierten.

### Privatleben
Livni lebt in Tel Aviv. Die Hobby-Schlagzeugerin ist verheiratet und Mutter zweier Kinder. Seit früher Jugend ist sie engagierte Tierschützerin und Vegetarierin.